# Laboratorijska čaša
Laboratorijska čaša je specijalna vrsta čaše koja pripada staklenom kemijskom posuđu i priboru. Koristi se, između ostalog, za miješanje, zagrijavanje i provođenje kemijskih reakcija u tekućinama.
Postoje visoke i niske laboratorijske čaše, koje se razlikuju omjerom svojeg promjera i visine. Na vrhu svake nalazi se maleni izljev koji omogućuje lagano i sigurno izlijevanje tekućeg sadržaja. Čaše su redovno graduirane, čime se omogućuje grubo mjerenje volumena tekućina.